# Normas de derecho civil sobre la robótica

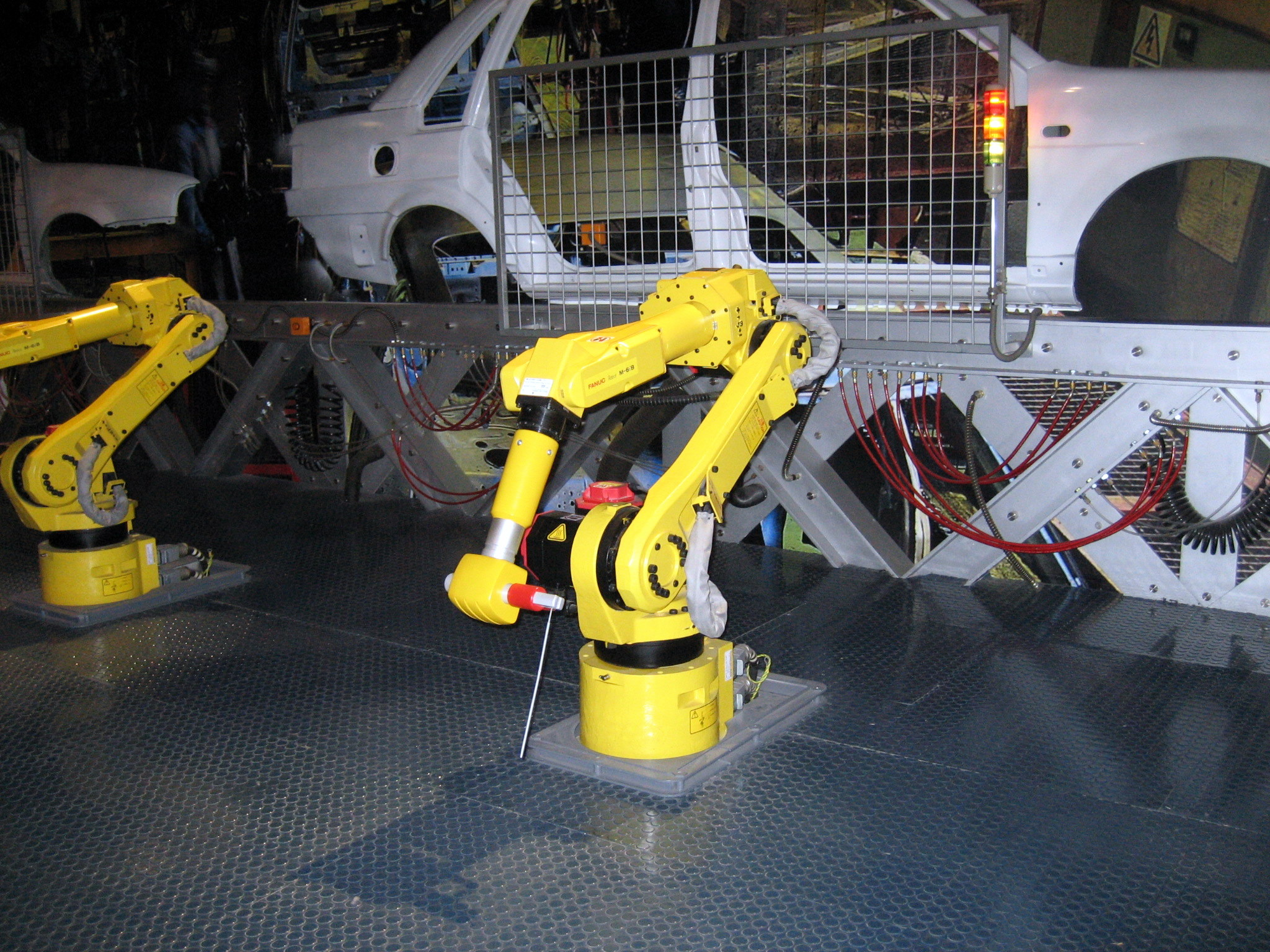
Un ejemplo de Robot de Trabajador

Las normas de derechos Civiles sobre la robótica de la Unión Europea (UE) se originaron en la comisión de Estrasburgo el 16 de febrero del 2017 por la Eurocámara, con el objetivo de actualizar y completar la normativa de la UE, por medio de directrices éticas que reflejen la complejidad del ámbito de la robótica y sus numerosas implicaciones sociales, médicas y bioéticas, se precisa un marco ético claro, estricto y eficiente que oriente el desarrollo, diseño, producción, uso y modificación de los robots, a fin de complementar las recomendaciones jurídicas del acervo nacional y de la Unión en vigor.

## Marco histórico
La humanidad se encuentra a las puertas de la nueva era en la que la robótica y la inteligencia artificial cada vez más avanzadas parecen dispuestas a desencadenar una nueva revolución industrial, por lo que resulta de vital importancia que el legislador pondere las consecuencias éticas y jurídicas;
Considerando que en los últimos 200 años el índice de  ocupación ha aumentado exponencialmente gracias al desarrollo tecnológico; que el desarrollo en la robótica e inteligencia artificial tiene potencial como para cambiar nuestro modo de vida, nuestra manera de trabajar, así como mejorar la eficiencia y la calidad de los servicios prestados al consumidor. Los grandes beneficiados serían los servicios de transporte, así como la asistencia sanitaria, operaciones de salvamento, etc. Lo que permitiría que las personas que juegan sus vidas por realizar esta labor no tuvieran que volver a poner en peligro las mismas gracias a los asistentes robóticos.
Entre 2010 y 2014, las ventas de robots aumentaron un 17 % de media cada año, que en 2014 las ventas registraron el mayor incremento anual observado hasta ahora (un 29%), y  que a lo largo de los últimos 10 años se han triplicado las solicitudes anuales de patentes en el sector de la tecnología robótica.

## Principios éticos
El Parlamento Europeo acordó que mientras hubiera un enorme potencial en el uso de la robótica habrá también una gran amenaza a la seguridad de los humanos habiendo acordado la amen os robots podrían presentar, se tomó en consideración la posible actualización del marco legal actual de la Unión Europea para alinear los principios éticos del mismo con las complejidad de la robótica moderna.
En particular, se propuso un código de conducta para los diseñadores de robots y los comités de investigación en temas de robótica, este código debe expresar todos los valores y derechos establecidos en el artículo 2 del tratado de la Unión Europea y en la carta de derechos fundamentales.
Los Robots deben seguir el principio de la transparencia, es decir, debe ser posible entender las razones detrás de cualquier decisión tomada con ayuda de la inteligencia artificial que pueda influenciar la vida de una o más personas, debe ser posible reducir las computaciones del sistema de manera que sea legible por un humano. Estos robots deben ser dotados de un sistema que les permita guardar todas las transacciones que llevan a cabo.
El Parlamento Europeo indica que se debe prestar especial atención a los robots que puedan atentar a la confidencialidad de algún individuo, debido a que estos suelen encontrarse en lugares tradicionalmente protegidos y fuera del alcance de personas ajenas a su desarrollo.

## Principios generales
Según el Parlamento Europeo un robot está considerado “autónomo” si  aprende a través de experiencia y/o interacciones, se adapta a su entorno actual e intercambia datos. El parlamento determinó que los robots y la inteligencia artificial está diseñada para complementar a los seres humanos, para conseguir esto  es esencial que los humanos tengan el control pleno sobre las decisiones tomadas por robots.

## Leyes civiles[2]
1. Proteger a los seres humanos de averías causadas por robots.
2. Respeto a la denegación de atención por un robot.
3. Proteger la libertad humana contra los robots.
4. Proteger a la humanidad en contra de vulnerabilidades de intimidad cometidas por un robot.
5. Administración de datos personales procesados por robots.
6. Proteger a la humanidad del riesgo de manipulación por robots.
7. Evitar perder lazos sociales.
8. Igualdad de acceder al progreso en robóticas.
9. Restringir el acceso humano a las tecnologías de mejora.

## Dispositivos afectados

### Medio de transporte

#### Vehículo autónomo
Cubre todo tipo de carreteras, raíles, transporte marino y transporte pilotado y autónomo, incluyendo vehículos, trenes, barcos, transbordadores, aeronave, y drones, así como todas las futuras maneras de transporte en el futuro.

#### Drones
Generalmente un UAV, como su propio nombre indica es un vehículo aéreo no tripulado, capaz de mantener un vuelo autónomo controlado, generalmente propulsado por una explosión, eléctrico o motor de reacción.

#### Robots de cuidado
Robots cuyo propósito principal es para llevar a cabo la prevención, asistencia, control, y funciones de compañía para ancianos o personas con demencia, desórdenes cognitivos, y pérdida de memoria.

## Directrices
El Parlamento Europeo consideró necesaria la introducción de unos principios de diseño de sistema fidedignos que cubran todos los aspectos de referentes a operaciones de un robot, para ambos hardware y diseño de software, y para cualquier dato que procesa o de la plataforma para propósitos de seguridad.
Este sistema estuvo propuesto en el Anexo de la resolución en la Comisión de Estrasburgo.

## El documento de UE
El desarrollo actual de máquinas inteligentes y autónomas destaca la capacidad de pensar y decisiones de marca independientemente, lo cual implica no solo ventajas económicas, sino también una amenaza posible en la sociedad actual. Considerando que el aprendizaje de las máquinas ofrece enorme ventajas económicas e innovadoras a la sociedad, por mucho que mejore la capacidad de analizar los dato, se necesita asegurar la no-discriminación, transparencia e inteligibilidad de los procesos que toman las decisiones.
Es necesario considerar qué trabajos resultarán más afectados por este desarrollo.    
La automatización debe ser una oportunidad para facilitar las tareas a las personas. Según las últimas búsquedas,los trabajos que más rápido crecen los son aquellos en qué se necesita una persona capacitada para utilizar una máquina para una tarea concreta.
Debido al aumento en fisuras sociales y la disminución de la clase media,  es necesario tener en cuenta que el aumento de la robótica puede ser entendido en una condensación alta de riqueza y control de poder a favor de una minoría.
Teniendo en cuenta el desarrollo de robótica e inteligencia artificiales influirá en la ocupación, por lo que pueden generar nuevas preocupaciones que consideran responsabilidad, y  eliminar otras; Notando que Control (UE) 2016/679 del Parlamento Europeo y del Consejo constituye un marco legal para la protección de datos personales. Puede ser necesario dirigir otros aspectos relacionados con el acceso a los datos y la protección de datos personales. La evolución de la robótica debe proteger la preservación de la dignidad del individuo, es necesario de considerar que es posible que en un futuro próximo la inteligencia artificial puede vencer inteligencia humana.  
Teniendo que en varios países extranjeros, como los EE. UU., Japón, China y Corea del Sur,  están a favor de favorecer medidas reguladoras en los campos de robótica e inteligencia artificial, y que en algunos casos ya se están siendo llevó a cabo; estos estados han empezado a meditar en la posible creación de normas legales o la introducción de cambios legislativos para considerar las nuevas aplicaciones de estas tecnologías.
Es importante que las industrias europeas se puedan beneficiar de un marco regulador adecuado, eficaz,  transparente y coherente que determina unas condiciones claras para compañías para llevar a cabo el desarrollo de aplicación y planear sus modelos empresariales a escala, mientras se asegura que los estados de UE mantienen control sobre los controles establecidos, de modo que no sean forzados para adoptar o aceptar los estándares establecidos por terceros países. Mientras que tenga en cuenta que las leyes de Asimov se emplea en diseñadores, fabricantes y operadores de robots, incluyendo los que han integrado autonomía y la capacidad de aprendizaje automático, y que estas leyes no pueden ser traducidas a código de máquina. Es necesario tener una serie de las reglas que se basen en responsabilidad, transparencia e imputabilidad que refleja el humanista intrínsecamente europeo y universal valora aquello que caracteriza la contribución de Europa a la sociedad; estas normas no tendrían que afectar la búsqueda, innovación y proceso de desarrollo en el campo de la robótica;

## Fiabilidad
Para asegurar eficacia, coherencia y transparencia en la certeza legal de la Unión Europea, la responsabilidad civil de los daños llevada a cabo por los robots tiene que ser analizada. Las relaciones humano-robots tienen que estar basadas en relaciones básicas de interdependencia, fundamentales para definir qué información puede ser compartida entre seres humanos y robots, formando una base común entre ellos. El futuro instrumento legislativo tendría que constar de una evaluación en profundidad que define si una aproximación de responsabilidad objetiva tendría que ser utilizada. La administración de riesgo no consta de la persona quién actuó de forma negligente, sino la persona cualificada para minimizar riesgos y dirigir un impacto negativo.
El parlamento de UE declaró: “El instrumento legislativo futuro tendría que estar basado en una evaluación en profundidad llevada a cabo por la Comisión que define si la responsabilidad objetiva o aproximación de administración del riesgo tendrían que ser aplicadas. Es conveniente establecer un esquema de seguro obligatorio, el cual podría estar basado en la obligación del productor de firmar el seguro para robots autónomos fabricados por él.El sistema tendría que estar complementado con un fondo para asegurar una compensación para daños en casos donde no hay ninguna cobertura de seguro.
" Cualquier decisión política en las reglas de la responsabilidad civil aplicable a los robots y a la inteligencia artificial tendrían que ser tomados después de consultar una búsqueda y proyecto de desarrollo en el nivel europeo que especializa en robóticas y neurociencia, de modo que los científicos y los expertos sean capaces de evaluar todos los riesgos y las consecuencias asociadas; "

## Medio autónomo de transporte

### Vehículos autónomos
El sector del automóvil es el que precisa de una urgente reforma o actualización en las normas de la UE y del mundo, que garanticen el desarrollo de estos vehículos automatizados y autónomos con el fin de realizar una explotación en el sector financiero y beneficiarse así de los efectos positivos que tenga este desarrollo tecnológico. Hay que tener en cuenta el obstáculo de la implantación de estos nuevos sistemos automáticos en los sistemas de transporte urbanos lo que podría generar una competitividad europea.
Es necesario tener en cuenta que en caso de que el sistema automático sea el que controle el vehículo también posea la disponibilidad de una toma de control por parte del conductor. Si esto fuese necesario pues el tiempo de reacción del conductor tiene una importancia capital, y por tanto, se pide a las partes interesadas que prevean valores realistas que determinen los aspectos de seguridad y responsabilidad;
La transición de los vehículos automatizados repercutirá en los siguientes aspectos: la responsabilidad civil y  la seguridad vial, todas las cuestiones relativas al medio ambiente las cuestiones relativas a los datos las cuestiones relativas a la infraestructura TIC y el empleo (formación de los conductores de vehículos pesados para el uso de vehículos automatizados); subraya que se necesitarán inversiones considerables en las infraestructuras viarias, energéticas y de TIC;  se pide a la Comisión que examine los aspectos mencionados en sus trabajos sobre los vehículos autónomos;
Subraya la importancia decisiva que para la implantación de vehículos autónomos tiene la fiabilidad de la información de posición y tiempo proporcionada por los programas europeos de navegación por satélite Galileo y EGNOS; e insta, a que se pongan a punto y se lancen lo antes posible los satélites necesarios para completar el sistema europeo de posicionamiento Galileo;
Estos nuevos transportes automatizados,  también conllevan de una gran relevancia para las personas con poca movilidad , puesto que se mejora su participación en el transporte individual por carretera, lo que hace más fácil su vida cotidiana.

### Drones
En esta organización de la UE se reconocieron los avances que han sufrido los drones, en particularmente en el ámbito de la búsqueda y salvamento, también se subrayó la importancia del uso de los drones para preservar la seguridad y la intimidad de los ciudadanos de la UE, así mismo se pide a la Comisión que realizará un seguimiento de las recomendaciones realizadas en la  Resolución del Parlamento Europeo, de 29 de octubre de 2015, sobre el uso seguro de los sistemas de aeronaves pilotadas de forma remota (RPAS), comúnmente conocidos como vehículos aéreos no tripulados (UAV), en el ámbito de la aviación civil; se insta a la Comisión a que se realicen evaluaciones de los problemas de seguridad relacionados con el uso de los drones,  pide a la Comisión que estudie la necesidad de introducir un sistema obligatorio de seguimiento e identificación de los RPAS que permita conocer en tiempo real su posición en vuelo; recuerda que deben garantizarse la homogeneidad y la seguridad de las aeronaves sin tripulación mediante las medidas establecidas en el Reglamento (CE) n.º 216/2008 del Parlamento Europeo y del Consejo.